# Trillian (mensajería instantánea)
Trillian es una aplicación de mensajería instantánea multiprotocolo para Windows, creada por Cerulean Studios. Originalmente, Trillian permitía la conexión desde un solo cliente a múltiples servicios como AOL Instant Messenger, ICQ, Windows Live Messenger, Yahoo! Messenger, entre otros. Sin embargo, muchos de estos servicios han sido descontinuados o han cambiado sus protocolos, lo que ha llevado a que Trillian enfoque su compatibilidad en protocolos como IRC, Jabber/XMPP y su propia red Astra.
Inicialmente lanzado en julio de 2000, siendo cliente IRC freeware, la primera versión comercial (Trillian Pro 1.0) fue publicada en septiembre de 2002. Los creadores han prometido continuar con el soporte para mantener la versión gratuita (Basic), pero manteniendo cerrado el código.
El programa recibe su nombre de Trillian, personaje de The Hitchhiker's Guide to the Galaxy de Douglas Adams.
La función 'Instant Lookup', que permitía a Trillian referenciar términos escritos por el usuario mediante Wikipedia, fue introducida en la versión 3.0. Sin embargo, esta característica ha sido descontinuada en versiones recientes del software.
Trillian es extremadamente compatible, posee su propio entorno (muy cómodo y sencillo de utilizar), es configurable mediante "skins", soporta el registro de logs de entrada y salida, uso de emoticones y posee un sistema de iconos propio para diferenciar cada uno de los contactos que estén conectados.
En la actualidad, Trillian se ha consolidado como una plataforma de mensajería instantánea enfocada en la seguridad y la privacidad, siendo utilizada tanto por individuos como por empresas y organizaciones de salud. Ofrece mensajería segura y cumple con normativas como HIPAA, siendo compatible con sistemas operativos como Windows, macOS, Linux, Android e iOS.

## Apariencia (Skins)
Tanto la versión Trillian Basic como Pro, hacen uso de documentos XML que definen su apariencia y comportamientos a través de la definición SkinXML. Así, se puede variar la interfaz, los emoticonos y el juego de sonidos. Las diversas apariencias y los juegos pueden ser descargadas gratuitamente de su web, pero también pueden ser desarrolladas por terceros. Así, hay una comunidad que desarrolla apariencias en deviantART.

## Plug-ins
Trillian es una aplicación de código fuente cerrado, pero cuya funcionalidad puede ser ampliada gracias a los plug-ins. Los plug-ins creados por Cerulean Studios incluyen corrector ortográfico, predicción meteorológica, control de cuentas de correo electrónico, integración con Winamp, monitorización de la bolsa, y lector RSS. Además, la versión Pro permite, a través de plug-ins, la conexión con redes de XMPP y de Bonjour. 
Otros también han desarrollado varios plug-ins, tales como juegos (que permite jugar a ajedrez o damas, para el envío de mensajes de NetBIOS, para el uso de Lotus Sametime, para el uso de Microsoft Exchange, para el control de correo electrónico tanto por protocolo POP3 como por IMAP, o un traductor automático. También se dispone de un plug-in de Skype (solo de la mensajería instantánea, no de VoIP) que necesita la instalación previa de Skype en el sistema. 
Los plug-ins están disponibles gratuitamente en la web oficial de Trillian y en el foro de plug-ins de los miembros de Trillian, pero funcionan únicamente con la versión Pro de Trillian.

## Instant lookup
Comenzando con la versión 3.0 en la versión básica y profesional, Trillian ha hecho uso de la versión inglesa de la enciclopedia en línea Wikipedia en tiempo real (en fecha de mayo el 7 de 2005), sobre 55200 artículos. La característica se emplea directamente dentro de una ventana de la conversación de un usuario. Cuando se introducen una o más palabras (por cualquier usuario), Trillian comprueba todas las palabras contra un archivo de base de datos y en caso de encontrarla, la palabra aparece con una raya verde punteada. Cuando el usuario señala su ratón sobre la palabra, el artículo correspondiente se descarga de Wikipedia y se exhibe en la pantalla. Cuando el usuario pincha sobre la palabra subrayada, se le da la opción de visitar el artículo en línea.

## Historial de Versiones
| Versión                  | Fecha                    | Notas                                                                                                   |
| ------------------------ | ------------------------ | --- |
| 0.50                     | 1 de julio de 2000       | Versión inicial. Cliente IRC.                                                                           |
| 0.52                     | 11 de agosto de 2000     | Más capacidades para IRC.                                                                               |
| 0.60                     | 29 de noviembre de 2000  | Con soporte para AIM, ICQ y MSN. Además de otras mejoras.                                               |
| 0.61                     | 23 de diciembre de 2000  | Incluye soporte para Yahoo! Messenger.                                                                  |
| 0.70 released            | 5 de diciembre de 2001   | Primer soporte de transferecia de ficheros.                                                             |
| 0.71 released            | 18 de diciembre de 2001  | Como un cliente de Mensajería Instantánea de primera línea, comienza a permitir el cifrado de mensajes. |
| 0.74                     | 10 de septiembre de 2002 | Trillian Pro 1.0                                                                                        |
| Trillian Pro 2.0         | 9 de septiembre de 2003  | |
| Trillian Basic & Pro 3.0 | 17 de diciembre de 2004  | |
| Trillian Basic & Pro 3.1 | 24 de febrero de 2005    | |
| Trillian 6.5.0.45        | 4 de septiembre de 2024  | Última versión estable con mejoras en la interfaz y correcciones de errores.                            |